# Kumamoto Volters
Il Kumamoto Volters (熊本ヴォルターズ) è una società cestistica avente sede a Kumamoto, in Giappone. Fondata nel 2012, gioca in B.League.
Il nome della squadra "Volters" è un neologismo creato combinando le parole inglesi "volcano" e "water", ispirato al vulcano Aso a Kumamoto e alla ricca acqua che scaturisce da esso.

## Storia
Il Kumamoto Volters è una squadra di pallacanestro giapponese fondata a Kumamoto nel 2012. Ha partecipato alla National Basketball League dal 2013 al 2016. Attualmente gioca in B2 League, la seconda serie del campionato giapponese di pallacanestro.

### fondazione del club
2009
Durante un periodo di studio negli Stati Uniti, Satosi Yunoue rimane profondamente colpito da una partita della NBA. Animato dal desiderio di portare una squadra professionistica di pallacanestro nella propria città natale, fonda nello stesso anno un'organizzazione non profit con l'obiettivo di creare la struttura portante per la futura fondazione del club.
2012
A seguito dell’approvazione per la partecipazione alla nuova lega giapponese National Basketball League (NBL), in programma a partire dal 2013, Satosi Yunoue istituisce la Kumamoto Basketball Co., Ltd..
Il nome ufficiale della squadra, Kumamoto Volters, viene determinato tramite concorso pubblico.

### Periodo NBL

#### Stagione 2013–14
La lega è composta da 12 squadre suddivise in due conference (Est e Ovest) da 6 squadre ciascuna, con ogni squadra impegnata in un totale di 54 partite di stagione regolare. I Kumamoto Volters sono assegnati alla Conference Ovest.
Per la stagione inaugurale, il club affida la guida tecnica a Norm de Silva come capo allenatore e ingaggia, accanto ai giocatori giapponesi, i giocatori stranieri Lamont Jones, Thomas Baudinet e DeVaughn Washington.
La squadra fatica fin dall’inizio della stagione: de Silva viene sollevato dall’incarico, seguito dall’assistente Sinji Tomiyama, promosso temporaneamente a capo allenatore. Tuttavia, la striscia negativa continua.
Infine, è lo stesso presidente del club, Satosi Yunoue, ad assumere il ruolo di allenatore ad interim, riuscendo a interrompere una serie di 20 sconfitte consecutive, la peggiore nella storia del club.
La stagione si conclude con un bilancio di 6 vittorie e 48 sconfitte, all’ultimo posto della Conference Ovest.
Stagione 2014–15
Il formato a 12 squadre suddivise in due conference (Est e Ovest) viene mantenuto anche per la stagione 2014–15, con i Kumamoto Volters nuovamente assegnati alla Conference Ovest.
Alla guida tecnica viene nominato Yosinori Simizu come capo allenatore. Per rafforzare il roster, il club ingaggia i giocatori stranieri Garlon Green, Cyril Awere e Josh Warren.
Nonostante i cambiamenti, la squadra continua a faticare, subendo una serie di strisce negative storiche:
13 sconfitte consecutive (2ª peggior serie della storia del club),
12 sconfitte consecutive (3ª peggior serie),
e 11 sconfitte consecutive (4ª peggior serie).
La stagione si conclude con un record di 6 vittorie e 48 sconfitte, al 6º posto nella Conference Ovest, replicando il risultato della stagione precedente.